# Nga Horo Island
Nga Horo Island ist eine Insel östlich der Coromandel Peninsula in der Region Waikato vor der Nordinsel von Neuseeland.

## Geographie
Die längliche Felseninsel zählt zu der Inselgruppe der Aldermen Islands, die rund 17 km östlich der Coromandel Peninsula im Pazifischen Ozean liegt. Nga Horo Island befindet sich zwischen Middle Island, rund 315 m in nördlicher Richtung und Half Island, rund 155 m in südlicher Richtung. Mit einer Höhe von über 60 m und einer Fläche von 3,3 Hektar ragen die Felsen der Insel sehr steil aus dem Meer empor. Die Insel besitzt eine Länge von rund 385 m in Westsüdwest-Ostnordost-Richtung und eine Breite von rund 145 m in Nordnordwest-Südsüdost-Richtung.